# Papageischnabel-Grüntaube

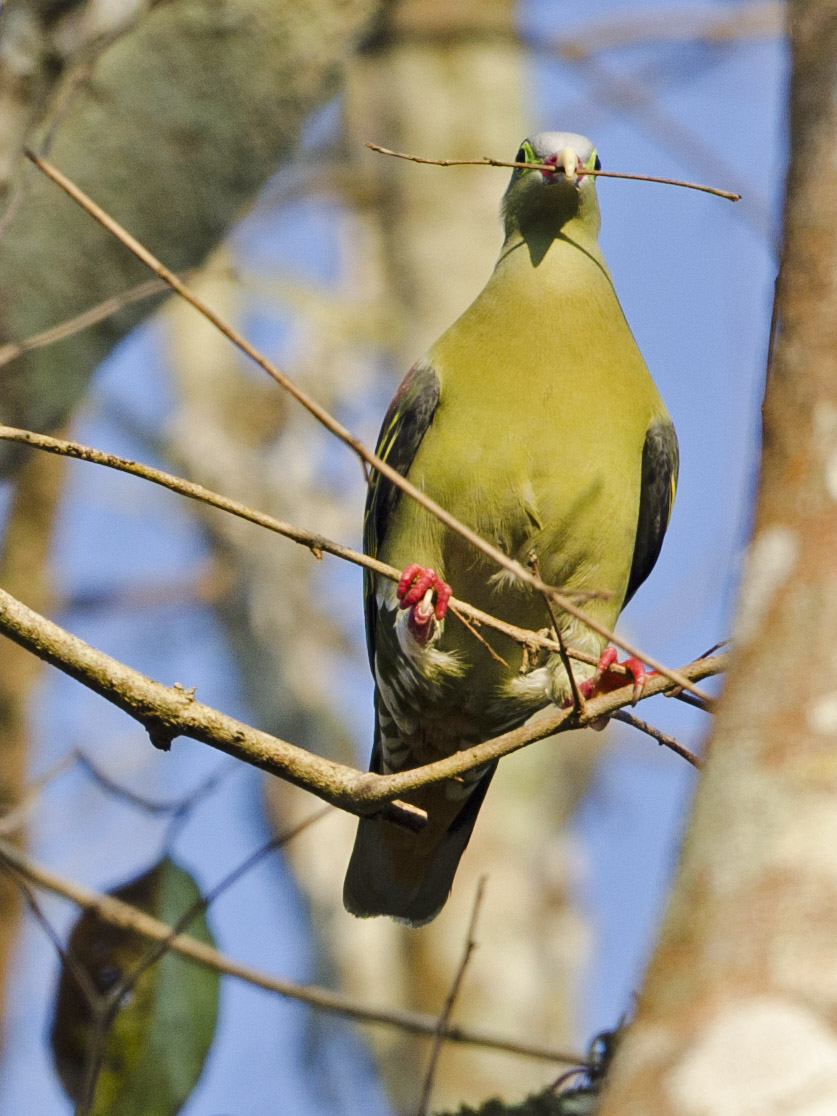
Papageischnabel-Grüntaube

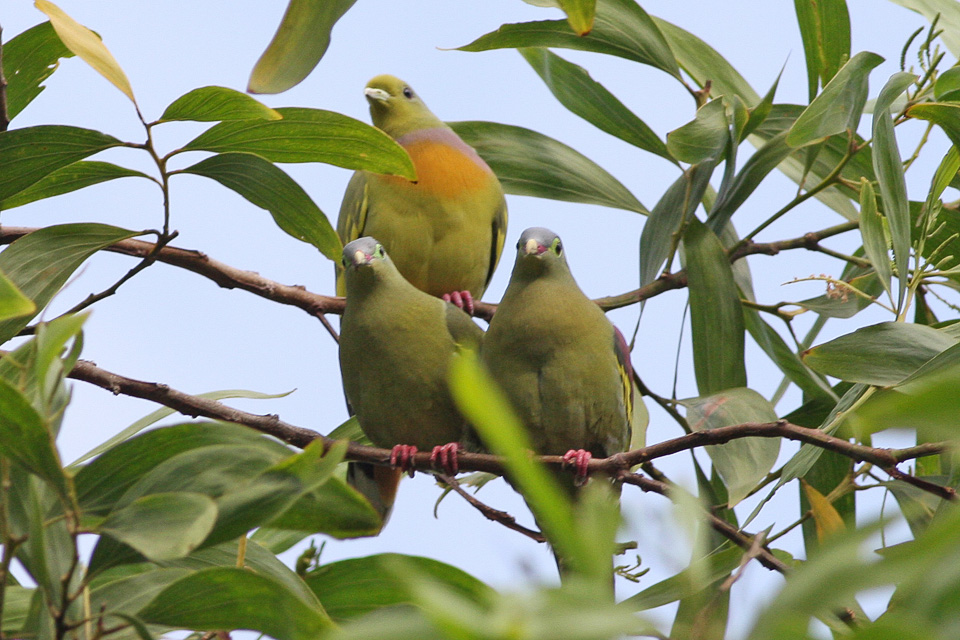
Oben eine Bindengrüntaube, darunter zwei Papageischnabel-Grüntauben

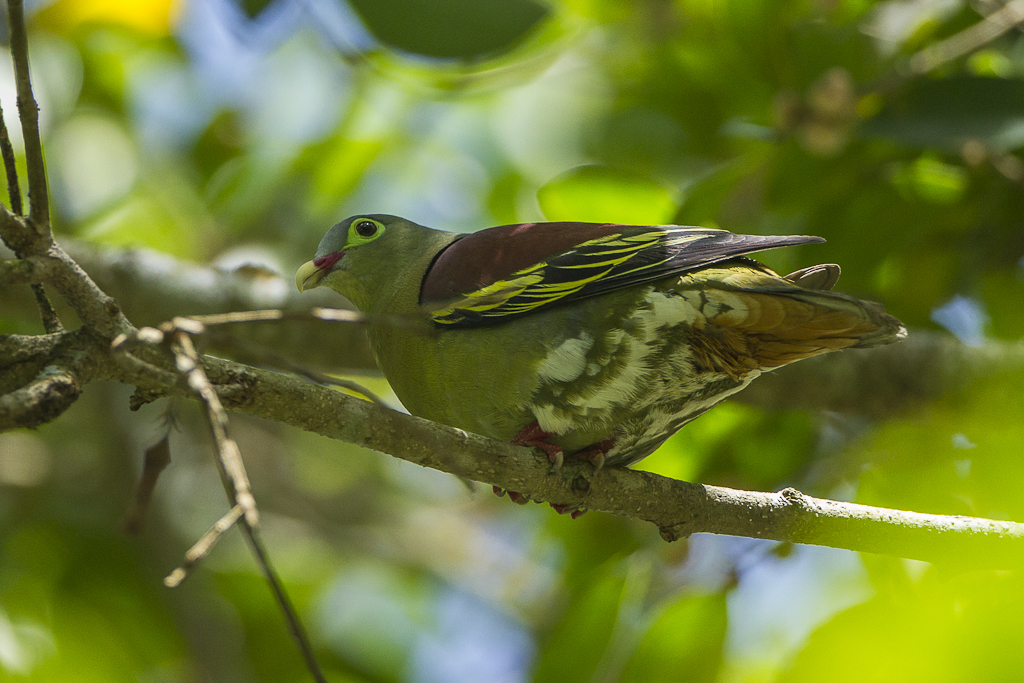
Papageischnabel-Grüntaube in Thailand

Die Papageischnabel-Grüntaube (Treron curvirostra), auch Papageischnabeltaube oder Dickschnabel-Grüntaube genannt, ist eine kontrastreich gefiederte Art der Taubenvögel. Sie ist in Südostasien in mehreren Unterarten verbreitet.
Die Bestandssituation der Papageischnabel-Grüntaube wird mit ungefährdet (least concern) angegeben.

## Erscheinungsbild
Die Papageischnabel-Grüntaube erreicht eine Körperlänge von 27 Zentimeter. Sie ist eine mittelgroße, kompakt gebaute Taube, die etwas größer ist als eine Lachtaube. Auf den Schwanz entfallen zwischen 7,4 und 8,3 Zentimeter. Der sehr kräftige Schnabel ist zwischen 1,6 und 1,8 Zentimeter lang. Der Geschlechtsdimorphismus ist nur gering ausgeprägt.

### Erscheinungsbild der Männchen
Beim Männchen sind der Vorderkopf und die Zügel aschgrau und gehen am Hinterkopf in ein dunkleres Grau über. Der hintere Hals ist olivfarben. Der Mantel und die kleinen Flügeldecken sind dunkel rotbraun. Die Flügel sind ansonsten dunkelgrün bis schwarz, die einzelnen Federn haben breite gelbe Säume. Der Rücken, der Bürzel und die Oberschwanzdecken sind olivfarben, Die mittleren Schwanzfedern sind grün, die äußeren sind an der Basis dunkelgrau und werden zur Spitzen hin heller. Sie haben außerdem ein schwarzes Mittelband.
Die Kopfseiten, die Kehle, der Nacken und die Brust sind hellgrün, der Bauch ist etwas grauer. Die Iris ist außen rot bis gelblich und innen dunkelbraun bis bläulich. Die Augen sind von breiten, blaugrünen Augenringen umgeben. Der Schnabel hat eine rote Wachshaut, ist blassgelb bis Hofnarren, die basale Hälfte ist rot bis oliv. Die Füße sind kräftig rot.

### Erscheinungsbild der Weibchen und Jungvögel
Bei den Weibchen ist der Mantel olivfarben, während er bei den Männchen dunkel rotbraun ist. Die Flügeldecken sind bei ihnen dunkel olivfarben. Die kurzen Unterschwanzdecken sind dunkel olivgrün mit einem cremefarbenen Endband. Die langen Unterschwanzdecken sind cremefarben mit einer dunkel olivfarbenen Querbänderung. Jungvögel ähneln den Weibchen, sind aber insgesamt etwas blasser.

## Verwechselungsmöglichkeiten
Im Verbreitungsgebiet der Papageischnabel-Grüntaube gibt es mehrere weitere Taubenarten mit einem überwiegend grünen Körpergefieder.
Die Andamanen-Grüntaube unterscheidet sich von der Dickschnabelgrüntaube durch den schlankeren Schnabel, die grünliche Wachshaut und Schnabelbasis und einen wesentlich kleineren Augenring. Die Kleine Grüntaube ist deutlich kleiner als die Papageischnabel-Grüntaube, hat einen schlankeren Schnabel mit einer grünlichen Wachshaut, einen auffälligen Augenring und einen schwarzen Schwanz mit einem schmalen grauen Endband. Die Zimtkopf-Grüntaube ist die einzige Grüntaubenart im Verbreitungsgebiet der Papageischnabel-Grüntaube, die ebenfalls einen Schnabel mit einer roten Wachshaut hat. Erneut ist aber auch bei dieser Art der Schnabel schmäler, der Kopf und die Brust sind kastanienbraun. Die Graumasken-Grüntaube hat eine ähnliche Größe und ein ähnliches Körpergefieder. Wachshaut und Schnabelbasis sind grünlich.

## Verbreitungsgebiet
Die Papageischnabel-Grüntaube hat ein sehr großes Verbreitungsgebiet. Es reicht von Nepal über Sikkim, Bhutan, den Nordosten Indiens, Bangladesch, dem Süden der chinesischen Provinzen Yunnan und Hainan, Burma, Thailand, Laos, Kambodscha, Vietnam, Malaysia, Borneo, die Philippinen, Sumatra bis nach Java. Die Papageischnabel-Grüntaube ist in diesem Verbreitungsgebiet in vielen Regionen eine häufige Vogelart. In vielen bewaldeten Regionen ist sie sogar die häufigste grüngefiedert Taube.
Die Papageischnabel-Grüntaube ist eine sehr anpassungsfähige Art und besiedelt eine Reihe unterschiedlicher bewaldeter Lebensräume. Dazu zählt immergrüner Regenwald, Laubwald, Wälder entlang von Flussläufen, Sekundärwald, Mangroven. Sie kommt auch auf Agrarflächen mit Waldhainen und in dicht baumbestandenen Dörfern vor. Sie ist grundsätzlich eine Art der Tiefebenen, kommt aber im Himalaya bis auf Höhenlagen von 1500 Höhenmetern vor.

## Lebensweise
Die Papageischnabel-Grüntaube kommt gewöhnlich in Trupps von zehn bis 40 Individuen vor. Sie sind ruffreudig und sehr lebhafte Tauben. Sie halten sich überwiegend in Baumwipfeln auf, wo sie eine Reihe unterschiedlicher Früchte fressen. Auf den Boden kommen sie nur, um dort Beeren zu fressen oder zu trinken.
Sie brüten in der Zeit von Januar bis Juli. Das Nest ist eine lose Plattform von Zweigen, das gewöhnlich in einer Astgabel eines kleinen Baums oder in einem Bambushain errichtet wird. Häufig befinden sich mehrere Nester in großer Nähe zueinander. Das Gelege besteht aus zwei Eiern. Beide Elternvögel sind am Nestbau und an der Brut beteiligt.

## Haltung
Die ersten Grünschnabel-Dicktauben wurde 1894 nach Deutschland eingeführt. Die Erstzucht erfolgte 1964 in England. 1966 gelang auch dem Berliner Zoo die Nachzucht dieser Art.